# Kiss Gábor (politikus)
Kiss Gábor (Vásárosnamény, 1938. október 1. – Nyíregyháza, 2022. január 27. vagy előtte) magyar pedagógus, egyetemi tanár, politikus (MSZP). Kutatási területe az etika. A filozófiatudományok kandidátusa (1984).

## Életpályája
Általános iskolai tanulmányait szülővárosában végezte el. Gimnáziumi éveit Debrecenben és Vásárosnaményban járta ki. 1957-ben érettségizett a II. Rákóczi Ferenc Gimnáziumban. 1957–1962 között a Kossuth Lajos Tudományegyetem Bölcsészettudományi Karának magyar-történelem szakos hallgatója volt. 1962–1970 között a kisvárdai Bessenyei György Gimnázium pedagógusa volt. 1969–1972 között az Eötvös Loránd Tudományegyetem Bölcsészettudományi Kar filozófia szakán tanult. 1970–1978 között a Nyíregyházi Főiskola filozófia és etika tanára, tanársegéde, adjunktusa, docense volt. 1974-ben doktorált. 1978–1981 között a Magyar Szocialista Munkáspárt nyíregyházi Oktatási Igazgatóságának filozófiai tanszékvezetője, 1984–1988 között igazgatója volt. 1981–1984 között Moszkvában a Társadalomtudományi Akadémián aspiránsként dolgozott. 1987 óta címzetes főiskolai tanár. 1988 óta a Magyar Filozófiai Társaság tagja. 1989–1994 között a nagykállói Városi Könyvtár igazgatója volt. 1997-ben nyugdíjba vonult.
1966–1989 között a Magyar Szocialista Munkáspárt tagja volt. 1989-ben a Magyar Szocialista Munkáspárt Szabolcs-Szatmár Megyei Bizottságának társadalom-politikai titkára volt. 1989 óta a Magyar Szocialista Párt tagja, 1989 és 2002 között a párt országos választmányának tagja, 1991–1999 között Szabolcs-Szatmár-Bereg megyei elnöke, 1994–1998 között az országos elnökség tagja. 1990-ben és 2002-ben országgyűlési képviselőjelölt, 1994–2002 között országgyűlési képviselő (Vásárosnamény) volt. 1994–1996 között, valamint 2000–2002 között a kultúra- és sajtóbizottság tagja volt. 1996–1998 között a külügyi bizottság tagja volt. 1998–2002 között az emberi jogi, kisebbségi és vallásügyi bizottság tagja volt. 1994–1999 között, valamint 2002–2006 között a Szabolcs-Szatmár-Bereg megyei Közgyűlés tagja, alelnöke volt.

## Családja
Szülei: Kiss László (1900–1993) és Fodor Mária (1907–1998). Két testvére: Kiss Mária Márta (1928–2022) és Kiss László (1930–). 1962-ben házasságot kötött Kecskés Julianna főiskolai docenssel. Két fiuk született; Kiss László (1963–) középiskolai pedagógus és Kiss János Péter (1970–) egyetemi adjunktus.

## Művei
- Becsületszó (esszék, cikkek, 1994)
- A kállói Cadik. Adalékok a nagykállói zsidóság történetéhez; német ford. Horváth Judit, angol ford. Kiss László; MTC Press, Nyíregyháza, 1991
- Valamiben hinni... (Válogatott írások, 2019)

## Díjai
- Vásárosnamény díszpolgára (2001)
- Pro Comitatu Szabolcs-Szatmár-Bereg (2001)
- Magyar Arany Érdemkereszt (2002; 2008)
- Radnóti Miklós antirasszista díj (2019)